# Julio César Dely Valdés
Julio César Dely Valdés (* 12. März 1967 in Colón) ist ein ehemaliger Fußballspieler aus Panama und derzeitiger Trainer.

## Werdegang
Auch seine beiden Brüder Jorge Dely Valdés und Armando Dely Valdés waren als Fußballspieler aktiv. Sein Zwillingsbruder Jorge Dely ist derzeit Trainer der U-17-Mannschaft von Panama.
Er gab sein Debüt bei Atlético Colón in Panama. Er reiste nach zum Probetraining bei den Argentinos Juniors in Argentinien, konnte aber nicht überzeugen und ging zu Deportivo Paraguayo. Im Laufe der Saison aber machte er einen großen Sprung und ging zu Nacional in Uruguay.
Seine guten Leistungen dort – er wurde 1991 und 1992 jeweils Torschützenkönig der Primera División Uruguays – blieben auch europäischen Mannschaften nicht verborgen, wo er dann in Cagliari in Italien, Paris Saint-Germain in Frankreich und bei Real Oviedo und dem FC Málaga in Spanien landete. Als Stürmer war er bekannt durch seine Kopfballstärke, und er wurde in Panama zum besten Spieler des 20. Jahrhunderts gewählt. Nach seiner Zeit in Europa kehrte er wieder zu Nacional zurück und beendete seine Karriere bei Árabe Unido in Panama.

### Sportliche Erfolge
1992 gewann er in der Primera División Uruguays mit Nacional die uruguayische Meisterschaft. In Europa gewann er den Europapokal der  Pokalsieger mit Paris und den UEFA Intertoto Cup oder UI-Cup mit Málaga. Er ist außerdem Top-Torschütze aller Zeiten bei Málaga.
In der Fußballnationalmannschaft von Panama ist er einer der besten Torschützen der Geschichte. Er hat an allen Fußball-Weltmeisterschaft-Qualifikationen von 1990 bis 2006 und am CONCACAF Gold Cup 2005, wo seine Mannschaft mit dem zweiten Platz den größten Erfolg in ihrer Geschichte erreichte, teilgenommen.